# Échalas
Échalas este o comună în departamentul Rhône din sud-estul Franței. În 2009 avea o populație de 1.498 de locuitori.

## Evoluția populației
| An        | 1975 | 1982 | 1990  | 1999  | 2006  | 2009  |
| --------- | ---- | ---- | ----- | ----- | ----- | ----- |
| Populație | 774  | 905  | 1.032 | 1.141 | 1.347 | 1.498 |